# Sārī-ye Kūchek
Sārī-ye Kūchek (persiska: ساری كوچَكِه, ساری, Sārī Kūchakeh, Sārī, ساری کوچک, چم کبود سفلی) är en ort i Iran.   Den ligger i provinsen Lorestan, i den västra delen av landet, 400 km sydväst om huvudstaden Teheran. Sārī-ye Kūchek ligger 1 164 meter över havet och antalet invånare är 148.
Terrängen runt Sārī-ye Kūchek är platt åt nordost, men åt sydväst är den kuperad. Runt Sārī-ye Kūchek är det ganska tätbefolkat, med 52 invånare per kvadratkilometer. Närmaste större samhälle är Kūhdasht, 7,4 km norr om Sārī-ye Kūchek. Omgivningarna runt Sārī-ye Kūchek är i huvudsak ett öppet busklandskap.